# ФК Дравоград
ФК Дравоград је фудбалски клуб, из Дравограда у Словенији који се тренутно такмичи у Трећој лига Словеније — Запад. Клуб је основан 1948. године

## Дравоград на вечној табели клубова1. СНЛод њеног оснивања 1991/92
| Плас. | Тим          | Број сезона | ИГ  | Д  | Н  | ИЗ | ГД  | ГП  | Бод |
| ----- | ------------ | ----------- | --- | -- | -- | -- | --- | --- | --- |
| 16    | НК Дравоград | 4           | 129 | 37 | 28 | 64 | 167 | 232 | 139 |